# Hacking jacket
La Hacking jacket (Giacca da cavallerizzo) è un completo costituito da una giacca di lana con ventilazione laterale o da dietro e da una gonna, indossati soprattutto per equitazione.